# تشارلز هارتمان
تشارلز هارتمان (بالإنجليزية: Charles Hartmann)‏ هو عازف جاز أمريكي، ولد في 1 يوليو 1898، وتوفي في 1 سبتمبر 1982.